# Priorij van Betlehem
De priorij van Betlehem was een klooster dat stond in de huidige Vlaams-Brabantse gemeente Herent. Het bevond zich in de inmiddels verdwenen parochie Oosterheem.

## Geschiedenis
Al in de 12e eeuw zouden op de plaats van de latere priorij vrome weduwen zich gevestigd hebben in een kluis. Het was bij deze kluis dat de Leuvense deken Godefridus Delcour zich in Oosterheem kwam vestigen als pastoor. In deze functie kwam hij als biechtvader en raadgever in contact met de kluizenaressen. Op verzoek van Catharina Bisbeeke, die er als kluizenares leefde, bouwde hij met haar erfenis de kluis in 1407 om tot een volwaardig klooster, de priorij van Maria te Betlehem.
De eerste kanunniken kwamen uit de priorij Korsendonk, in Oud-Turnhout. Het klooster trad in 1410 toe tot het kapittel van Groenendaal, en werd in 1412, samen met de andere kloosters van dat kapittel, ingelijfd bij het kapittel van Windesheim.
Tussen 1407 en 1783 werden er in Betlehem 187 kanunniken geprofest. Het merendeel onder hen was afkomstig uit Leuven, Mechelen en Brussel. Belangrijke bronnen voor de geschiedenis van de priorij zijn het obituarium van het klooster en het Chronicon Bethlemiticum van Petrus Impens (1445-1523).

## Van priorij tot woonzorgcentrum

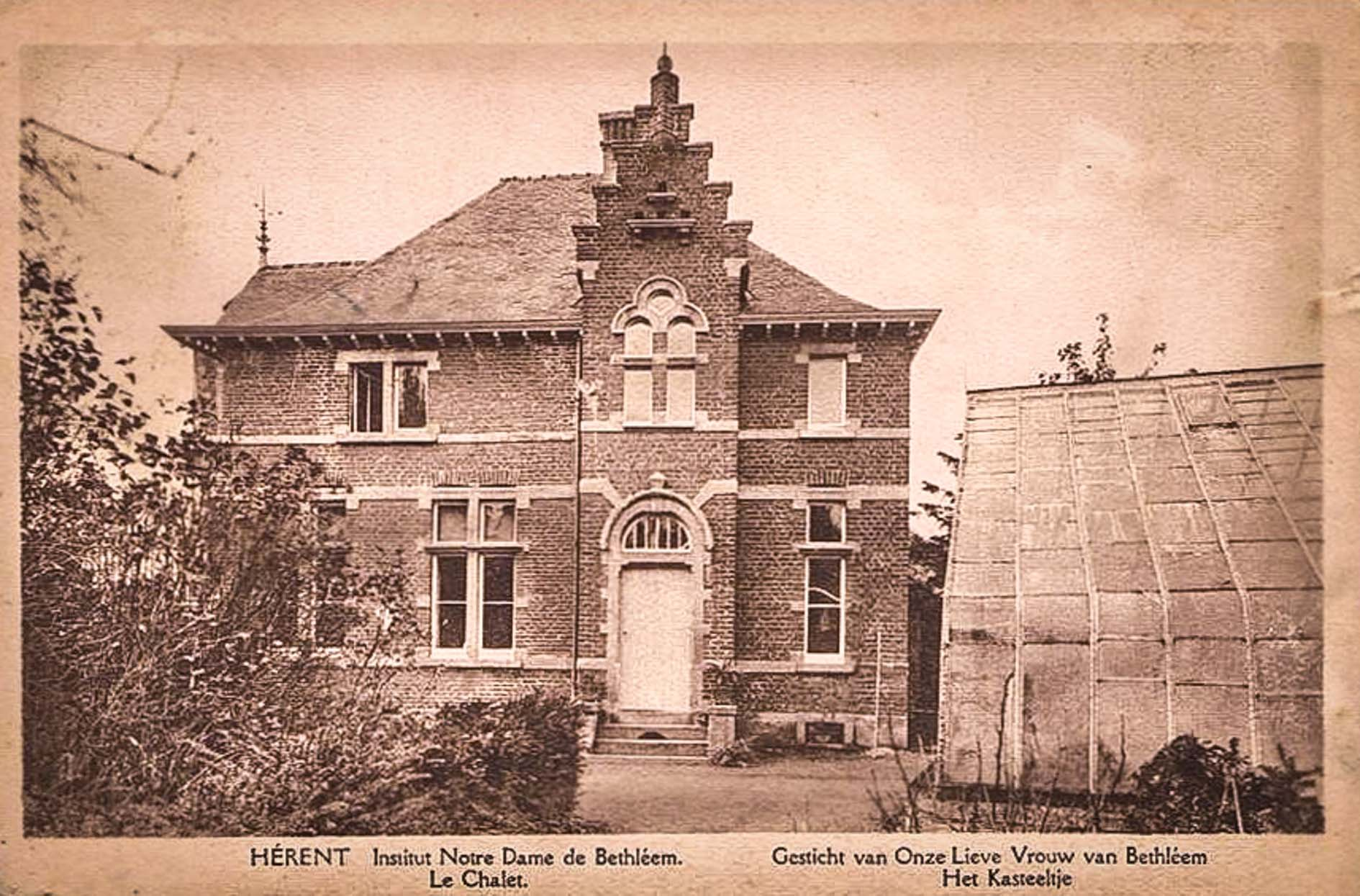
'Het Kasteeltje' van de Gasthuiszusters

Het klooster werd voor het eerst afgeschaft door Jozef II in 1784; twee jaar later werden de kloostergebouwen openbaar verkocht. Toen na de Brabantse Omwenteling van 1789-1790 de strengste maatregelen van het jozefinisme werden teruggedraaid, konden de kloosterlingen de gebouwen terugkopen. Echter, al in 1796 schaften de Franse bezetters de Betlehem voor de tweede keer af, en verkocht de overheid de gebouwen als zwart goed; hierop werd de priorij, inclusief de kerk, afgebroken.
Het domein werd nog verschillende keren verkocht, en kwam in 1897 in handen van graaf Florimond de Liedekerke de Pailhe. Hij leende het geld voor de aankoop van vier religieuses hospitalières, die meteen ook het recht van voorkoop kregen en het domein voor 15 jaar huurden. Al spoedig richtten zij Betlehem in als preventorium. De gasthuiszusters kregen het domein definitief in handen in 1923.
Na de Tweede Wereldoorlog werd Betlehem een rustoord voor zieken en herstellenden. In 1960 bouwde de U.C.L. op het terrein de Universitaire Sint-Jozefkliniek. Na de splitsing van de Leuvense universiteit en de overdracht van het ziekenhuis aan de Katholieke Universiteit Leuven in 1980, werd het ziekenhuis in 1984 omgebouwd tot een woonzorgcentrum.